# Zawadka (Wadowice)
Zawadka ist eine Ortschaft mit einem Schulzenamt der Gemeinde Wadowice im Powiat Wadowicki der Woiwodschaft Kleinpolen in Polen.

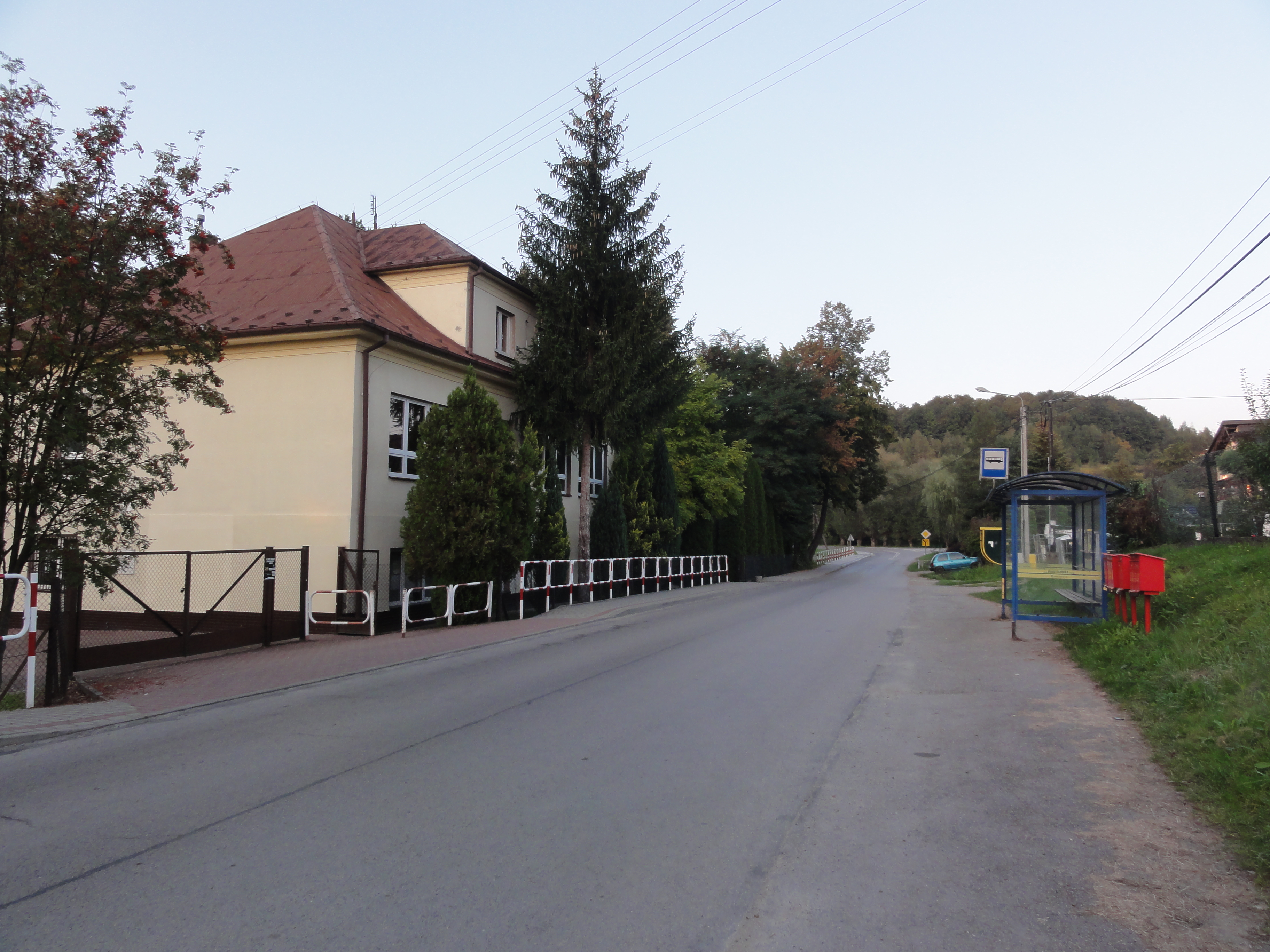
Dorfzentrum

## Geographie
Der Ort liegt in den Kleinen Beskiden. Die Nachbarorte sind die Stadt Wadowice im Norden, Gorzeń Dolny und Gorzeń Górny im Osten, Ponikiew im Süden, sowie Chocznia im Nordwesten.

## Geschichte
Der Ort könnte schon im 13. Jahrhundert bestanden haben, aber wurde erst im Jahr 1419 erstmals urkundlich erwähnt. Der Name ist eine diminutive Form des Namens Zawada und bezeichnet ein Hindernis auf dem Weg.
Politisch gehörte das Dorf ursprünglich zum Herzogtum Auschwitz, das der Lehnsherrschaft des Königreichs Böhmen unterstand. Seit 1445 gehörte es zum Herzogtum Zator, dieses wurde im Jahr 1494 an den polnischen König verkauft. 1522 wurde es vom Krakauer Bürger Mikołaj Brandys an einen anderen Bürger italienischer Herkunft, Gaspare Castiglione, verpfändet, der in der Zukunft das Schloss Sucha baute.
Anschließend wurde das Herzogtum Auschwitz-Zator im Jahr 1564 völlig dem Königreich Polen angeschlossen, als Kreis Schlesien der Woiwodschaft Krakau, ab 1569 in der polnisch-litauischen Adelsrepublik.
Bei der Ersten Teilung Polens kam Zawadka 1772 zum neuen Königreich Galizien und Lodomerien des habsburgischen Kaiserreichs (ab 1804). Ab 1782 gehörte es dem Myslenicer Kreis (1819 mit dem Sitz in Wadowice). Nach der Aufhebung der Patrimonialherrschaften bildete es nach 1850 eine Gemeinde im Gerichtsbezirk Wadowice im Bezirk Wadowice.
1918, nach dem Ende des Ersten Weltkriegs und dem Zusammenbruch der k.u.k. Monarchie, kam Zawadka zu Polen. Unterbrochen wurde dies nur durch die Besetzung Polens durch die Wehrmacht im Zweiten Weltkrieg. Es gehörte dann zum Landkreis Bielitz im Regierungsbezirk Kattowitz in der Provinz Schlesien (seit 1941 Provinz Oberschlesien).
Von 1975 bis 1998 gehörte Zawadka zur Woiwodschaft Bielsko-Biała.